# Culoptila plummerensis
Culoptila plummerensis là một loài Trichoptera trong họ Glossosomatidae. Chúng phân bố ở miền Tân bắc.